# Sanwa
Sanwa Group (ja: 三和グループ) var under andra halvan av 1900-talet ett av Japans sex stora företagskonglomerat, keiretsu. 2001 gick gruppens kärnbank Sanwa Bank upp i UFJ-gruppen, som sedan 2004 är en del av Mitsubishi UFJ Financial Group i Mitsubishisfären.